# Babuganj
Babuganj es un subdistrito (upazila) del distrito (zila) de Barisal, de la región de Barisal, en Bangladés, con una población censada en marzo de 2011 de 140 361 habitantes.
Se encuentra ubicado en el centro-sur del país, junto a la costa del golfo de Bengala.